# Monte Calamita
Il Monte Calamita, toponimo attestato dal XVI secolo e che deriva dalla magnetite, il minerale di ferro di cui sono ricche le miniere locali, si trova nel comune di Capoliveri, nella parte sudorientale dell'isola d'Elba.
(Leandro Alberti, Descrittione di tutta l'Italia, 1596)

## Descrizione
Il promontorio è noto soprattutto per la presenza del ferro, estratto fin dal tempo degli etruschi, ma l'intera zona è protetta dall'UNESCO per la quantità e la varietà mineralogica che la caratterizza: oltre alla magnetite, all'ematite, alla limonite ed alla pirite, i cantieri minerari del Calamita, specialmente il Vallone, sono ricchi di azzurrite, malachite, crisocolla, calcite, aragonite e granati.
Il monte Calamita, un tempo segnato da una rilevante attività industriale, oggi è una delle aree più selvagge e suggestive di tutta l'isola, con grandi spiagge assolate, sentieri panoramici e le uniche miniere sotterranee di tutta l'isola d'Elba, visitabili accompagnati dalle guide locali.
Alla sommità del monte si trova il teleposto dell'Aeronautica Militare, che venne costruito nel 1958 per ospitare la stazione meteorologica di Elba-Monte Calamita, a seguito della dismissione del semaforo di Piombino, e gli uffici per l'assistenza alla navigazione aerea e per il controllo del traffico aereo, a seguito della dismissione sull'isola di altre strutture militari che svolgevano tali attività.